# Nazionale maschile di calcio della Finlandia
La nazionale di calcio della Finlandia (fin. Suomen jalkapallomaajoukkue) è la rappresentativa calcistica della Finlandia e afferisce alla propria federcalcio, la Suomen Palloliitto.
La nazionale finlandese ha ottenuto per la prima volta la qualificazione alla fase finale di una competizione in occasione del campionato d'Europa 2020, dove è uscita al primo turno, mentre non si è mai qualificata alla fase finale del campionato del mondo. Si è qualificata, inoltre, a qualche torneo calcistico olimpico. 
Per molto tempo era una delle nazionali più deboli nazionali del panorama calcistico europeo, quando le piccole nazioni non competevano nelle competizioni internazionali maggiori. Solo dalla fine degli anni '90, anche e soprattutto grazie alla sentenza Bosman che rimosse i limiti di tesseramento dei calciatori tra nazioni dell'Unione europea, i giocatori finlandesi ebbero opportunità di affermarsi nei maggiori campionati europei, portando la nazionale a livelli decisamente maggiori. Non stupisce il fatto che quasi tutti i membri della squadra nazionale degli ultimi anni giochino in campionati esteri.
I giocatori più rappresentativi sono Jari Litmanen, primatista di presenze (137) con la casacca della nazionale ed ex bandiera dell'Ajax, con trascorsi anche al Liverpool e Barcellona, e Teemu Pukki, primatista di gol segnati (42) che ha trascorsi nel Norwich. Altri giocatori noti sono il veterano difensore Sami Hyypiä (105 presenze in nazionale) e l'attaccante Mikael Forssell. Famoso, sebbene non si sia mai consacrato in nazionale, anche Jussi Jääskeläinen, che conta 530 presenze con la maglia del Bolton.
Nella classifica mondiale della FIFA, istituita nell'agosto 1993, la nazionale finlandese ha ottenuto quale miglior piazzamento il 33º posto nel marzo 2007, mentre il peggiore piazzamento è il 110º posto, occupato nel luglio e nell'agosto 2017. Occupa attualmente il 66º posto della graduatoria.

## Storia

### Esordi (1911-1936)

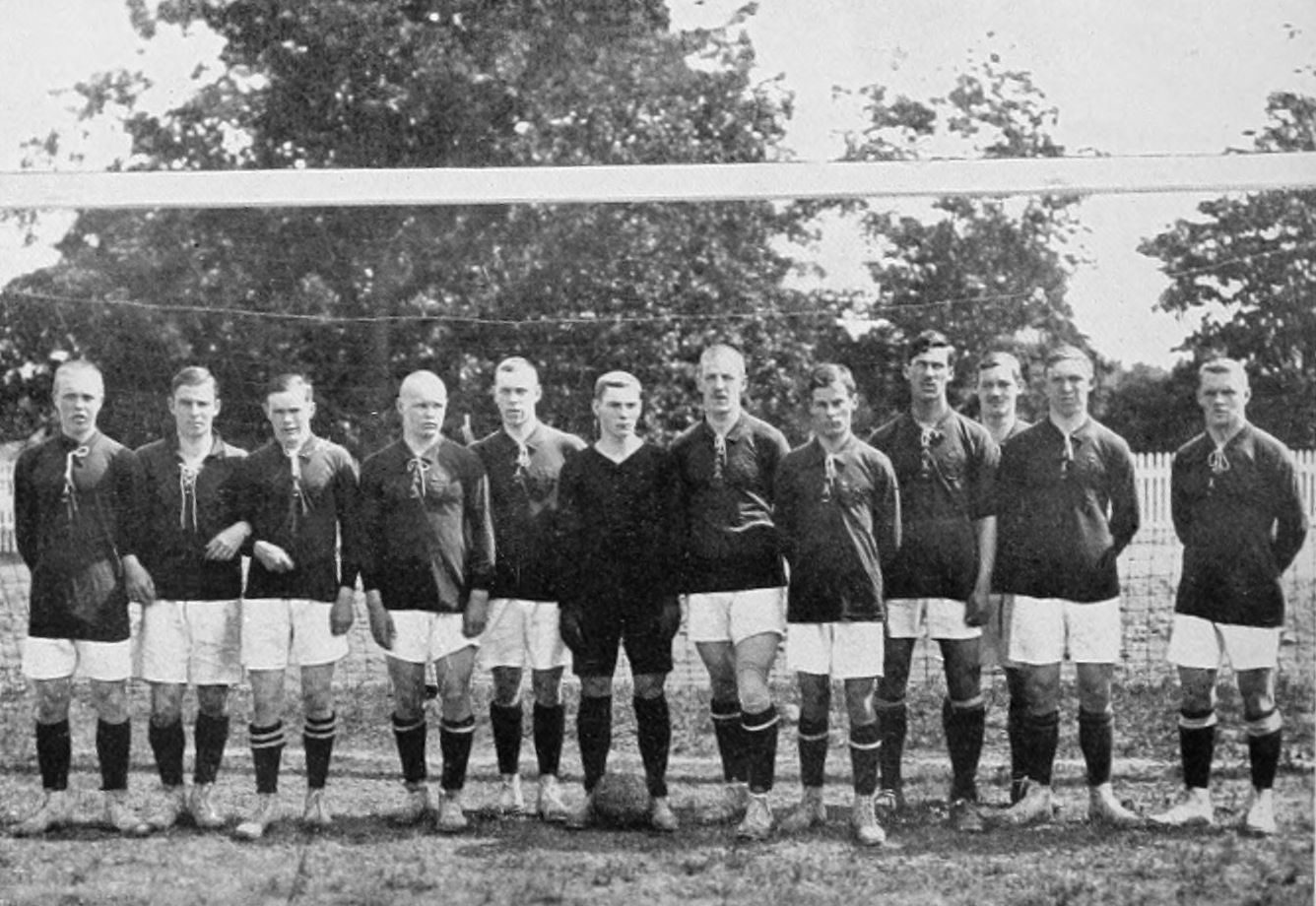
La Finlandia nel 1912 alle Olimpiadi.

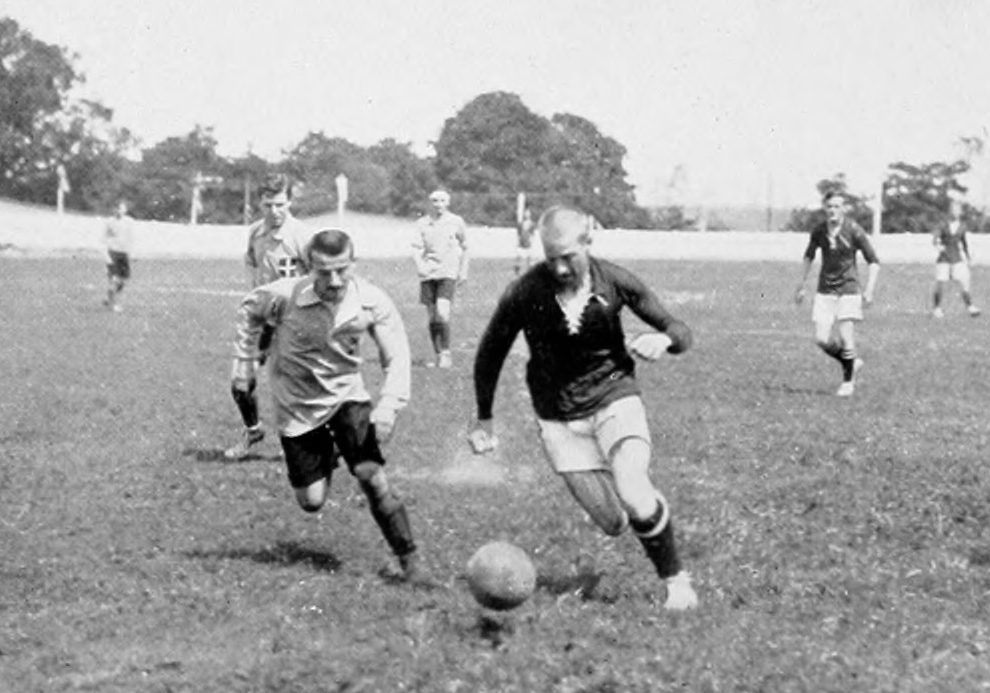
Finlandia-Italia alle Olimpiadi del 1912

La Federazione calcistica della Finlandia fu fondata prima del 1907 e divenne membro FIFA già nel 1908, malgrado in quel tempo la Finlandia fosse ancora un granducato autonomo dell'Impero russo e la sua indipendenza fu dichiarata soltanto nel 1917. La squadra finlandese esordì, tuttavia, già il 22 ottobre 1911 contro la vicina Svezia, perdendo nettamente per 5-2.
Nella V Olimpiade del 1912 tenutasi nella capitale svedese Stoccolma, la Finlandia raggiunse inaspettatamente il quarto posto, battendo Italia e Russia nei primi turni, perdendo poi con il Regno Unito nelle semifinali. Nella finale per la medaglia di bronzo i finlandesi persero per ben 9-0 contro i Paesi Bassi. Secondo tradizione i finlandesi credettero che la finalina andasse giocata un giorno dopo, esagerando con i festeggiamenti la notte precedente e presentandosi in campo decisamente impreparati. Il giocatore più rappresentativo era Eino Soinio, di soli 17 anni, scelto come preferito dal quotidiano svedese Idrottsbladet e inserito in una all-star del torneo.

### Lungo limbo (1936-1970)
La Finlandia partecipò anche alle Olimpiadi di Berlino del 1936, ma fu sconfitta subito dal Perù.
Partecipò allora alle prime qualificazioni per il campionato del mondo 1938, non riuscendo a raccogliere però alcun punto. Le sorti della selezione non cambiarono molto negli anni successivi, non riuscendo ad avvicinarsi ad una qualificazione importante ed anzi, riuscendo a mantenere un record negativo di mancanza di vittorie fino al 1965.
Dal 1968 la nazionale finlandese prese parte alle qualificazioni al campionato europeo, dove non riuscì neanche in questo caso a vincere una singola partita fino al 1978.
Anche ai Giochi olimpici la situazione non fu migliore: all'Olimpiade di Helsinki 1952 la squadra finlandese perse subito la prima partita contro l'Austria. L'unica consolazione fu la triplice vittoria, nel 1952, 1964 e 1966, nel campionato nordico, una manifestazione non ufficiale che si teneva fra nazioni scandinave ed artiche cessata negli anni '80.

### Lenta ascesa (1970-2000)
I risultati della squadra cominciarono a migliorare alla fine degli anni settanta e continuarono a progredire lentamente ma costantemente negli anni ottanta. La Finlandia cominciò ad essere quantomeno competitiva, mancando la qualificazione al campionato d'Europa 1980 soltanto per un punto e al campionato del mondo 1986 per due punti. La Finlandia fu inoltre invitata a prendere parte all'Olimpiade di Mosca del 1980 a seguito della notizia che gran parte delle nazioni occidentali avrebbero boicottato i giochi, ma fallì la sua corsa uscendo al primo turno.
Fu a metà degli anni '90 che la Finlandia cominciò a schierare calciatori validi che giocavano in campionati europei di primo livello, fra cui la stella dell'Ajax Jari Litmanen. Anche le aspettative della federazione crebbero, tanto che il CT Richard Møller Nielsen, vincitore del campionato d'Europa 1992 con la Danimarca, fu esonerato per non esser riuscito a qualificare la Finlandia al campionato del mondo 1998 e al campionato d'Europa 2000.
La squadra poté sfruttare varie situazioni a favore durante le qualificazioni a Francia 1998, che la portarono a pareggiare in Norvegia e vincere in Svizzera. Nell'ultima partita la Finlandia avrebbe dovuto battere in casa l'Ungheria per aggiudicarsi un posto ai play-off. Dopo una partita condotta quasi interamente in vantaggio per un gol, la squadra venne raggiunta sul punteggio di 1-1 dagli ungheresi a causa di un autogol, perdendo così la qualificazione. Møller Nielsen provò allora a condurre i finlandesi all'europeo successivo, nelle cui eliminatorie riuscì a vincere sorprendentemente in Turchia, ma non fu in grado di mantenere i ritmi dei turchi e della Germania.

### Mancate qualificazioni (2000-2023)
Antti Muurinen, che nel 2000 prese il posto di Møller Nielsen, probabilmente ebbe a disposizione il gruppo più talentuoso di giocatori finlandesi di ogni epoca, in cui figuravano il portiere Antti Niemi, il difensore Sami Hyypiä, e gli attaccanti Teemu Tainio e Mikael Forssell, oltre al solito Litmanen. In quel periodo la squadra ebbe la "sfortuna" di avere buona abbondanza solo in porta, con Niemi, Enckelman e Jaaskelainen tutti titolari in Premier League. Un sorteggio sciagurato inserì, però, la Finlandia in gruppo per il campionato del mondo 2002 con le ben più forti Germania ed Inghilterra che, nonostante i buoni risultati dei finlandesi, tra cui due pareggi con i tedeschi e uno casalingo con gli inglesi, oltre a una vittoria per 5-1 contro la Grecia, si dimostrarono ostacoli troppo duri. Buone speranze erano riposte anche per le qualificazioni al campionato d'Europa 2004 dopo la promettente prestazione nelle eliminatorie del mondiale e, soprattutto, dopo ottime vittorie in amichevole contro Norvegia, Belgio e anche Portogallo. Invece la Finlandia cominciò il girone qualificatorio perdendo con Galles e Serbia e Montenegro e per due volte di seguito con l'Italia. Non bastò una vittoria casalinga per 3-0 sulla Serbia e Montenegro per nutrire i sogni di qualificazione.

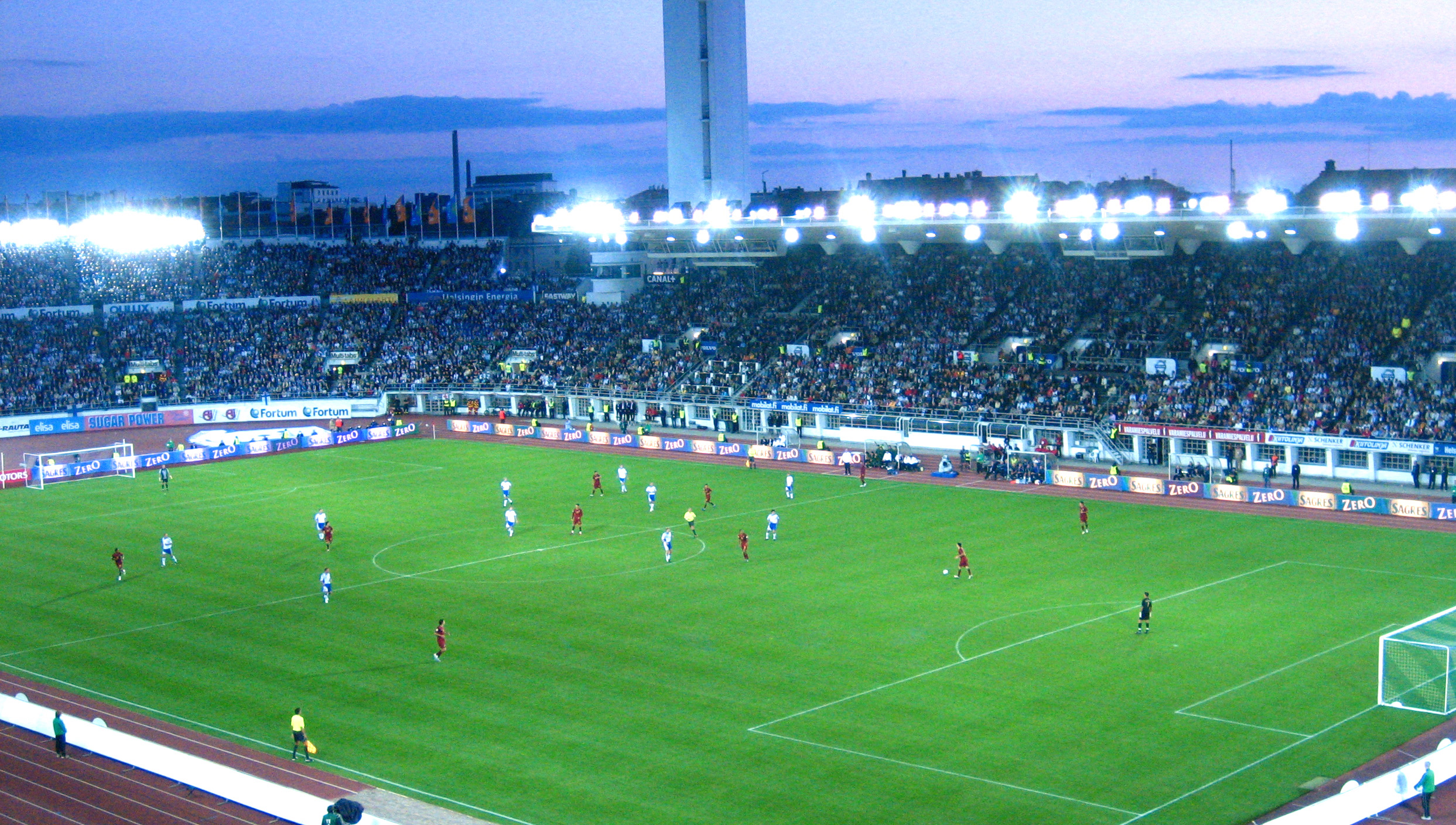
La Finlandia in campo col Portogallo nel 2006

Alle qualificazioni per il campionato del mondo 2006 la Finlandia non riuscì a ottenere neanche punto in sei partite contro le principali avversarie del girone, ovvero Paesi Bassi, Rep. Ceca e Romania. Muurinen fu quindi esonerato nel giugno del 2005 e sostituito da Jyrki Heliskoski, ma il cambio non fruttò miglioramenti.
Nell'agosto 2005 fu quindi annunciato l'arrivo dell'inglese Roy Hodgson dal gennaio dell'anno successivo. Dopo un periodo transitorio, la squadra iniziò le qualificazioni al campionato d'Europa 2008 sotto la guida del CT inglese. La squadra si batté aspramente contro il Portogallo per potersi qualificare, ma il pareggio per 0-0 nell'ultima gara del girone a Porto contro i lusitani, quando ai finlandesi sarebbe servita una vittoria, spense definitivamente le speranze di qualificazione. Pur non essendosi qualificata, la selezione finlandese, forte dei 24 punti che valsero il secondo posto in classifica, era tornata a competere come una delle protagoniste del girone dopo ben dieci anni. La compagine di Hodgson guadagnò il 33º posto nella classifica mondiale della FIFA, miglior piazzamento di sempre nella graduatoria. A causa della mancata qualificazione l'allenatore britannico decise, però, di lasciare la guida tecnica della nazionale scandinava.
Sotto la guida di Stuart Baxter, la Finlandia mancò anche l'accesso al campionato del mondo 2010, con un bilancio di 5 vittorie, 3 pareggi e 2 sconfitte nelle qualificazioni. Nel girone fu l'unica squadra a non uscire sconfitta nelle sfide contro la Germania, poi classificatasi terza al mondiale, con i finlandesi che anzi conducevano le due partite contro i tedeschi prima di essere raggiunti sul pari nei minuti finali. Ancora peggio andò la campagna di qualificazione al campionato d'Europa 2012, conclusa con sole tre vittorie, di cui due contro il modesto San Marino.
Le eliminatorie del campionato del mondo 2014 videro la Finlandia impegnata nel gruppo della Spagna campione del mondo e d'Europa in carica, fermata sul pari (1-1) dagli scandinavi, che chiusero il difficile girone al terzo posto, alle spalle di Spagna e Francia.
Il 12 agosto 2015 Hans Backe fu nominato nuovo commissario tecnico. Nel proprio girone eliminatorio del campionato d'Europa 2016 la squadra scandinava si piazzò quarta. Nonostante ciò la federazione rinnovò la fiducia a Backe anche per le qualificazioni al campionato del mondo 2018, ma al pareggio casalingo con il Kosovo seguirono tre sconfitte consecutive nel girone.
Il 12 dicembre 2016 il ruolo di CT passò dunque a Markku Kanerva, che sostituì l'esonerato Backe, ma non migliorò il rendimento dei suoi: la Finlandia concluse le qualificazioni al mondiale di Russia 2018 al quinto posto nel proprio girone, con due sole vittorie, di cui una contro l'Islanda poi capolista del raggruppamento.
Inserita nel gruppo 2 della Lega C della UEFA Nations League 2018-2019 insieme a Grecia, Ungheria ed Estonia, la squadra finlandese cominciò molto bene, con quattro vittorie nelle prime quattro giornate contro Ungheria, Estonia (due volte) e Grecia, le prime tre per 1-0 e con gol di Teemu Pukki e la terza, contro i greci, per 2-0. Malgrado la sconfitta patita in Grecia in novembre (1-0), la squadra ottenne la promozione aritmetica in Lega B, prima di perdere l'ultimo match in casa dell'Ungheria (2-0).

### L'esordio al campionato europeo (dal 2019)
Il 15 novembre 2019 la nazionale finlandese, grazie alla vittoria per 3-0 nei confronti del Liechtenstein, conseguì una storica qualificazione al campionato d'Europa 2020, assicurandosi il secondo posto nel girone vinto dall'Italia. Posticipato di un anno nel 2021, il campionato europeo partì inaspettatamente bene per i finlandesi, che vinsero per 1-0 contro la favorita Danimarca, ma persero poi per 1-0 contro la Russia e per 2-0 contro il Belgio. Il terzo posto nel girone non fu sufficiente per il ripescaggio: la Finlandia fu eliminata insieme alla Slovacchia, terza in un altro girone, in quanto le differenze reti di finlandesi (-2) e slovacchi (-5) erano peggiori di quella dell'Ucraina (-1), qualificatasi agli ottavi come una delle quattro migliori terze classificate.
Nel girone di Lega B della UEFA Nations League 2020-2021 la squadra si piazzò secondadietro il Galles, con quattro vittorie e due sconfitte in sei partite. La Finlandia mancò poi la qualificazione al campionato del mondo 2022 piazzandosi terza nel girone vinto dalla Francia, a un solo punto dall'Ucraina seconda e qualificata ai play-off. Nel girone di Lega B della UEFA Nations League 2022-2023 i finlandesi confermarono il secondo posto, stavolta a tre punti dalla capolista Bosnia ed Erzegovina, con due vittorie, due pareggi e due sconfitte.
La campagna di qualificazione al campionato d'Europa 2024 terminò con il terzo posto nel girone vinto dalla Danimarca, con i finlandesi avvantaggiati da una migliore differenza reti rispetto al Kazakistan, che chiuse a pari punti con gli scandinavi. La nazionale finnica riuscì ad avanzare, insieme ai kazaki, ai play-off, dove incrociò in semifinale il Galles, che si impose per 4-1 nella semifinale del percorso A.
Impegnata poi nel girone di Lega B con Inghilterra, Grecia e Irlanda, nella UEFA Nations League 2024-2025 la Finlandia perse tutte e sei le partite, retrocedendo così in Lega C.

## Rosa attuale
Lista dei giocatori convocati per le gare di qualificazione al campionato mondiale di calcio 2026 del 7 e 10 giugno 2025.
Presenze e reti aggiornate al 10 giugno 2025, al termine della gara contro la Polonia.
|  | P | Lukáš Hrádecký      | 24 novembre 1989  | 101 | -119 | Bayer Leverkusen       |  |  |
|  | P | Jesse Joronen       | 21 marzo 1993     | 20  | -27  | Venezia                |  |  |
|  | P | Viljami Sinisalo    | 11 ottobre 2001   | 3   | -4   | Celtic                 |  |  |
|  |   |                     |                   |     |      |                        |  |  |
|  | D | Jere Uronen         | 13 luglio 1994    | 74  | 1    | AIK                    |  |  |
|  | D | Nikolai Alho        | 12 marzo 1993     | 44  | 0    | Asteras Tripolīs       |  |  |
|  | D | Robert Ivanov       | 19 settembre 1994 | 39  | 0    | Eintracht Braunschweig |  |  |
|  | D | Ilmari Niskanen     | 12 ottobre 1997   | 25  | 1    | Exeter City            |  |  |
|  | D | Arttu Hoskonen      | 16 aprile 1997    | 19  | 1    | KS Cracovia            |  |  |
|  | D | Miro Tenho          | 2 aprile 1995     | 8   | 0    | Djurgården             |  |  |
|  | D | Juhani Pikkarainenl | 30 luglio 1998    | 1   | 0    | Degerfors              |  |  |
|  | D | Ville Tikkanen      | 10 agosto 1999    | 0   | 0    | HJK                    |  |  |
|  |   |                     |                   |     |      |                        |  |  |
|  | C | Robin Lod           | 17 aprile 1993    | 78  | 6    | Minnesota Utd          |  |  |
|  | C | Glen Kamara         | 28 ottobre 1995   | 68  | 2    | Al-Shabab              |  |  |
|  | C | Fredrik Jensen      | 9 settembre 1997  | 36  | 8    | Augusta                |  |  |
|  | C | Kaan Kairinen       | 22 dicembre 1998  | 23  | 1    | Sparta Praga           |  |  |
|  | C | Matti Peltola       | 3 luglio 2002     | 18  | 0    | D.C. United            |  |  |
|  | C | Onni Valakari       | 18 agosto 1999    | 13  | 1    | San Diego              |  |  |
|  | C | Anssi Suhonen       | 14 gennaio 2001   | 12  | 0    | Jahn Ratisbona         |  |  |
|  | C | Matias Siltanen     | 29 marzo 2007     | 0   | 0    | Djurgården             |  |  |
|  | C | Tommi Jyry          | 16 agosto 1999    | 0   | 0    | Petrolul Ploiești      |  |  |
|  |   |                     |                   |     |      |                        |  |  |
|  | A | Teemu Pukki         | 29 marzo 1990     | 130 | 42   | HJK                    |  |  |
|  | A | Joel Pohjanpalo     | 13 settembre 1994 | 81  | 18   | Palermo                |  |  |
|  | A | Benjamin Källman    | 17 giugno 1998    | 31  | 8    | KS Cracovia            |  |  |
|  | A | Oliver Antman       | 15 agosto 2001    | 22  | 7    | Go Ahead Eagles        |  |  |

## Record individuali
Dati aggiornati al 10 giugno 2025.
- I calciatori in grassetto sono ancora attivi con la maglia della nazionale.[7]

### Presenze
| Pos. | Nome              | Presenze | Reti | Periodo   |
| ---- | ----------------- | -------- | ---- | --------- |
| 1    | Jari Litmanen     | 137      | 32   | 1989-2010 |
| 2    | Teemu Pukki       | 130      | 42   | 2009-     |
| 3    | Jonatan Johansson | 106      | 22   | 1996-2010 |
| 4    | Sami Hyypiä       | 105      | 5    | 1992-2010 |
| 5    | Lukáš Hrádecký    | 101      | 0    | 2010-     |
| 6    | Ari Hjelm         | 100      | 20   | 1983-1996 |
| 7    | Joonas Kolkka     | 98       | 11   | 1994-2010 |
| 8    | Mikael Forssell   | 88       | 29   | 1999-2014 |
| 9    | Tim Sparv         | 84       | 1    | 2009-2021 |
| 9    | Erkka Petäjä      | 84       | 0    | 1983-1994 |

### Reti
| Pos. | Nome                   | Reti | Presenze | Periodo   |
| ---- | ---------------------- | ---- | -------- | --------- |
| 1    | Teemu Pukki            | 42   | 129      | 2009-     |
| 2    | Jari Litmanen          | 32   | 137      | 1989-2010 |
| 3    | Mikael Forssell        | 29   | 88       | 1999-2014 |
| 4    | Jonatan Johansson      | 22   | 106      | 1996-2010 |
| 5    | Ari Hjelm              | 20   | 100      | 1983-1996 |
| 6    | Mika-Matti Paatelainen | 18   | 70       | 1986-2000 |
| 6    | Joel Pojhanpalo        | 18   | 81       | 2012-     |
| 8    | Verner Eklöf           | 17   | 32       | 1919-1927 |
| 9    | Aulis Koponen          | 16   | 39       | 1924-1935 |
| 9    | Gunnar Åström          | 16   | 44       | 1923-1937 |

## Tutte le rose

### Europei
Campionato d'Europa UEFA 20201 Hrádecký, 2 Arajuuri, 3 O'Shaughnessy, 4 Toivio, 5 Väisänen, 6 Kamara, 7 Taylor, 8 Lod, 9 Jensen, 10 Pukki, 11 Schüller, 12 Joronen, 13 Soiri, 14 Sparv, 15 Hämäläinen, 16 Lam, 17 Alho, 18 Uronen, 19 Kauko, 20 Pohjanpalo, 21 Lappalainen, 22 Raitala, 23 Jaakkola, 24 Valakari, 25 Ivanov, 26 Forss, CT: Kanerva

### Giochi olimpici
Calcio ai Giochi Olimpici Estivi 1912P Holmström, P Syrjäläinen, D Holopainen, D Löfgren, C Lietola, C Lund, C E. Soinio, C K. Soinio, A Niska, A Nyyssönen, A Öhman, A Schybergson, A Tanner, A Wiberg, A Wickström, CT: commissione tecnica
Calcio ai Giochi Olimpici Estivi 1936P Halme, P Salminen, D Karjagin, D Lindbäck, D Närvänen, C Kanerva, C Lahti, C Malmgren, C Paakkanen, C Pyy, A Grönlund, A Gustafsson, A Larvo, A Lehtonen, A Sotiola, A Weckström, CT: Fabra
NOTA: per le informazioni sulle rose successive al 1948 visionare la pagina della Nazionale olimpica.

## Stadio

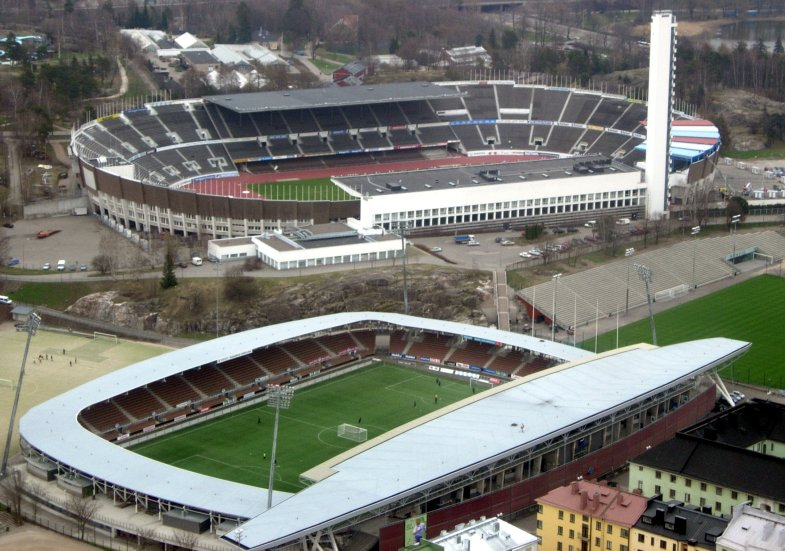
Il complesso olimpico di Helsinki, lo stadio maggiore è quello più in alto

La nazionale finlandese gioca tradizionalmente nello Stadio Olimpico di Helsinki, il più grande stadio della nazione e impianto nazionale che ospita tutti i maggiori eventi sportivi e musicali che si tengono in Finlandia. Costruito tra il 1934 ed il 1938, è stato completamente ristrutturato nel 1994 e rimodernato nel 2005. È stato lo stadio delle Olimpiadi del 1952 e di vari campionati internazionali di atletica leggera. Può ospitare circa 40.000 spettatori per le partite di calcio. Elemento caratteristico è un'imponente torre visitabile da turisti e spettatori che offre panoramiche suggestive sullo stadio e sull'intera città.
Prima della costruzione dell'Olimpico di Helsinki veniva usato il Pallokenttä, sempre situato nella capitale finlandese, abbandonato poi definitivamente. Le partite minori vengono disputate nel più piccolo Ratina Stadion di Tampere mentre, in presenza di altri eventi nell'impianto nazionale o per comodità organizzative, è stato utilizzato anche il Finnair Stadium di Helsinki, impianto moderno dotato di terreno artificiale.

## Colori e simboli
La Finlandia gioca da sempre in tenuta bianco-azzurra, colori che richiamano in maniera netta la bandiera nazionale. La maglia casalinga è storicamente bianca, negli ultimi tempi sempre accompagnata da bordini o motivi azzurri, mentre i pantaloncini sono tradizionalmente azzurri ma all'occorrenza anche bianchi; i calzettoni sono bianchi. In trasferta la nazionale gioca coi colori alternati, ovvero con maglia blu con inserti bianchi, pantaloncini bianchi e calzettoni blu, anche se non è raro vederla in tinta unita blu.

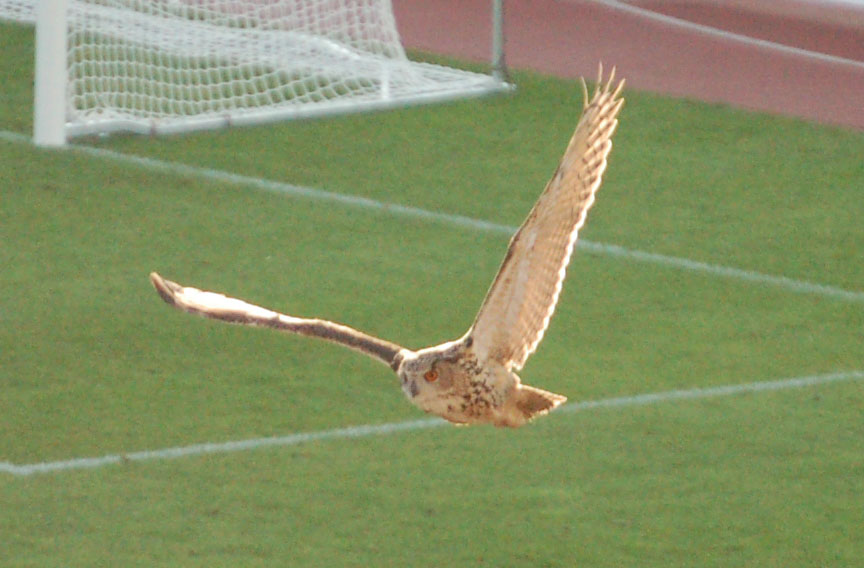
Bubi, la mascotte della nazionale

Sul petto i giocatori finlandesi portano lo stemma della federazione calcistica finlandese, composto da un pallone bianco-azzurro contenuto in un triangolo e contornato da foglie d'alloro dorate.
Ormai sentito come simbolo è anche Bubi, autentico portafortuna della squadra. Da poco tempo la nazionale viene chiamata infatti Huuhkajat ("i gufi") a causa di un esemplare di gufo, chiamato appunto "Bubi" dalla popolazione, che vive nei pressi dello stadio Olimpico ed è solito fare apparizioni in campo mentre gioca la squadra. L'animale ha fatto la sua prima apparizione in una partita del 2007 tra Finlandia e Belgio, finita poi con un'inaspettata vittoria finlandese per 2-0. Bubi è stato scherzosamente nominato "Residente dell'Anno" di Helsinki e, curiosamente, ha visitato anche la sua cerimonia di premiazione proprio all'interno dello stadio.

## Partecipazioni ai tornei internazionali
Legenda: Grassetto: Risultato migliore, Corsivo: Mancate partecipazioni

## Statistiche dettagliate sui tornei internazionali

### Mondiali
| Anno | Luogo                    | Piazzamento      | V | N | P | Gol |
| ---- | ------------------------ | ---------------- | - | - | - | --- |
| 1930 | Uruguay                  | Non partecipante | - | - | - | -   |
| 1934 | Italia                   | Non partecipante | - | - | - | -   |
| 1938 | Francia                  | Non qualificata  | - | - | - | -   |
| 1950 | Brasile                  | Non qualificata  | - | - | - | -   |
| 1954 | Svizzera                 | Non qualificata  | - | - | - | -   |
| 1958 | Svezia                   | Non qualificata  | - | - | - | -   |
| 1962 | Cile                     | Non qualificata  | - | - | - | -   |
| 1966 | Inghilterra              | Non qualificata  | - | - | - | -   |
| 1970 | Messico                  | Non qualificata  | - | - | - | -   |
| 1974 | Germania Ovest           | Non qualificata  | - | - | - | -   |
| 1978 | Argentina                | Non qualificata  | - | - | - | -   |
| 1982 | Spagna                   | Non qualificata  | - | - | - | -   |
| 1986 | Messico                  | Non qualificata  | - | - | - | -   |
| 1990 | Italia                   | Non qualificata  | - | - | - | -   |
| 1994 | Stati Uniti              | Non qualificata  | - | - | - | -   |
| 1998 | Francia                  | Non qualificata  | - | - | - | -   |
| 2002 | Corea del Sud / Giappone | Non qualificata  | - | - | - | -   |
| 2006 | Germania                 | Non qualificata  | - | - | - | -   |
| 2010 | Sudafrica                | Non qualificata  | - | - | - | -   |
| 2014 | Brasile                  | Non qualificata  | - | - | - | -   |
| 2018 | Russia                   | Non qualificata  | - | - | - | -   |
| 2022 | Qatar                    | Non qualificata  | - | - | - | -   |

### Europei
| Anno | Luogo                | Piazzamento      | V | N | P | Gol |
| ---- | -------------------- | ---------------- | - | - | - | --- |
| 1960 | Francia              | Non partecipante | - | - | - | -   |
| 1964 | Spagna               | Non partecipante | - | - | - | -   |
| 1968 | Italia               | Non qualificata  | - | - | - | -   |
| 1972 | Belgio               | Non qualificata  | - | - | - | -   |
| 1976 | Jugoslavia           | Non qualificata  | - | - | - | -   |
| 1980 | Italia               | Non qualificata  | - | - | - | -   |
| 1984 | Francia              | Non qualificata  | - | - | - | -   |
| 1988 | Germania Ovest       | Non qualificata  | - | - | - | -   |
| 1992 | Svezia               | Non qualificata  | - | - | - | -   |
| 1996 | Inghilterra          | Non qualificata  | - | - | - | -   |
| 2000 | Belgio / Paesi Bassi | Non qualificata  | - | - | - | -   |
| 2004 | Portogallo           | Non qualificata  | - | - | - | -   |
| 2008 | Austria / Svizzera   | Non qualificata  | - | - | - | -   |
| 2012 | Polonia / Ucraina    | Non qualificata  | - | - | - | -   |
| 2016 | Francia              | Non qualificata  | - | - | - | -   |
| 2020 | Europa               | Primo turno      | 1 | 0 | 2 | 1:3 |
| 2024 | Germania             | Non qualificata  | - | - | - | -   |

### Confederations Cup
| Anno | Luogo                    | Piazzamento     | V | N | P | Gol |
| ---- | ------------------------ | --------------- | - | - | - | --- |
| 1992 | Arabia Saudita           | Non invitata    | - | - | - | -   |
| 1995 | Arabia Saudita           | Non invitata    | - | - | - | -   |
| 1997 | Arabia Saudita           | Non qualificata | - | - | - | -   |
| 1999 | Messico                  | Non qualificata | - | - | - | -   |
| 2001 | Corea del Sud / Giappone | Non qualificata | - | - | - | -   |
| 2003 | Francia                  | Non qualificata | - | - | - | -   |
| 2005 | Germania                 | Non qualificata | - | - | - | -   |
| 2009 | Sudafrica                | Non qualificata | - | - | - | -   |
| 2013 | Brasile                  | Non qualificata | - | - | - | -   |
| 2017 | Russia                   | Non qualificata | - | - | - | -   |

### Nations League
| Anno      | Luogo       | Piazzamento  | V | N | P | Gol |
| --------- | ----------- | ------------ | - | - | - | --- |
| 2018-2019 | Portogallo  | 1° in Lega C | 4 | 0 | 2 | 5:3 |
| 2020-2021 | Italia      | 5° in Lega B | 4 | 0 | 2 | 7:5 |
| 2022-2023 | Paesi Bassi | 5° in Lega B | 2 | 2 | 2 | 8:6 |

### Olimpiadi
| Anno | Luogo     | Piazzamento      | V | N | P | Gol  |
| ---- | --------- | ---------------- | - | - | - | ---- |
| 1912 | Stoccolma | Quarto posto     | 2 | 0 | 2 | 5:16 |
| 1920 | Anversa   | Non partecipante | - | - | - | -    |
| 1924 | Parigi    | Non partecipante | - | - | - | -    |
| 1928 | Amsterdam | Non partecipante | - | - | - | -    |
| 1936 | Berlino   | Ottavi di finale | 0 | 0 | 1 | 3:7  |
| 1948 | Londra    | Non partecipante | - | - | - | -    |